# Чемпионат СССР по волейболу среди мужчин 1947
X чемпионат СССР по волейболу среди клубных команд ДСО и ведомств проходил с 17 по 22 сентября 1947 года в Грозном (РСФСР) в парке культуры и отдыха.
20 команд были разделены на 2 группы (12 в I группе и 8 во II). В турнире приняли участие команды из 13 союзных республик (без представительства остались лишь Казахская и Киргизская республики): РСФСР («Динамо» Москва, ДО Ленинград, ЦДКА, «Локомотив» Москва, «Динамо» Казань, «Наука» Грозный, «Спартак» Грозный), УССР («Наука» Харьков, «Большевик» Киев), ГССР (ДКА Тбилиси), БССР («Большевик» Минск), АзССР («Нефтяник» Баку), ЛатССР («Даугава» Рига), УзССР (ДО Ташкент), ЭССР («Калев» Таллин), ТурССР («Динамо» Ашхабад), Армянская ССР («Спартак» Ереван), ЛитССР («Динамо» Вильнюс), МССР («Спартак» Кишинёв), ТаджССР («Динамо» Сталинабад).
Команды соревновались в два этапа раздельно для команд I и II групп — предварительный и финальный.
Третий год подряд не было равных российским волейболистам, занявшим первые четыре места. Трёхкратными чемпионами СССР под руководством тренера Николая Бендерова стали динамовцы Москвы. Впечатляющего достижения добился Алексей Якушев, выигравший первенство в шестой раз (первые три титула он завоевал в составе сборной Москвы). По версии Всесоюзной секции волейбола он стал лучшим игроком 1947 года. В тройку лучших вошли также Константин Рева и Владимир Ульянов.
Впервые в истории чемпионатов СССР игры стали проводиться из пяти партий (до выигрыша одной из команд трёх сетов).

## Финальный турнир I группы
Образовав по результатам предварительного этапа группы по четыре команды, спортсмены в круговом турнире разыграли места с 1-го по 4-е, с 5-го по 8-е и с 9-го по 12-е.

### За 1—4-е места
|                       | 1   | 2   | 3   | 4   | И | В | П | С/П | О |
| --------------------- | --- | --- | --- | --- | - | - | - | --- | - |
| 1. «Динамо» Москва    |     | 3:2 | 3:1 | 3:2 | 3 | 3 | 0 | 9:5 | 6 |
| 2. ДО Ленинград       | 2:3 |     | 3:0 | 3:1 | 3 | 2 | 1 | 8:4 | 5 |
| 3. ЦДКА Москва        | 1:3 | 0:3 |     | 3:1 | 3 | 1 | 2 | 4:7 | 4 |
| 4. «Локомотив» Москва | 2:3 | 1:3 | 1:3 |     | 3 | 0 | 3 | 4:9 | 3 |

### За 5—8-е места
|                      | 5   | 6   | 7   | 8   | И | В | П | С/П | О |
| -------------------- | --- | --- | --- | --- | - | - | - | --- | - |
| 5. «Наука» Харьков   |     | 2:1 | 2:0 | 2:1 | 3 | 3 | 0 | 6:2 | 6 |
| 6. ДКА Тбилиси       | 1:2 |     | 2:0 | 2:0 | 3 | 2 | 1 | 5:2 | 5 |
| 7. «Большевик» Киев  | 0:2 | 0:2 |     | 2:1 | 3 | 1 | 2 | 2:5 | 4 |
| 8. «Большевик» Минск | 1:2 | 0:2 | 1:2 |     | 3 | 0 | 3 | 2:6 | 3 |

### За 9—12-е места
|                     | 9   | 10  | 11  | 12  | И | В | П | С/П | О |
| ------------------- | --- | --- | --- | --- | - | - | - | --- | - |
| 9. «Нефтяник» Баку  |     | 2:0 | 2:1 | 2:0 | 3 | 3 | 0 | 6:1 | 6 |
| 10. «Даугава» Рига  | 0:2 |     | 2:1 | 2:0 | 3 | 2 | 1 | 4:3 | 5 |
| 11. «Наука» Грозный | 1:2 | 1:2 |     | 2:0 | 3 | 1 | 2 | 4:4 | 4 |
| 12. «Динамо» Казань | 0:2 | 0:2 | 0:2 |     | 3 | 0 | 3 | 0:6 | 3 |

## II группа
Игры проходили в один круг в Грозном с 12 по 22 августа.
|                        | 1   | 2   | 3   | 4   | 5   | 6   | 7   | 8   | И | В | П | С/П  | О  |
| ---------------------- | --- | --- | --- | --- | --- | --- | --- | --- | - | - | - | ---- | -- |
| 1. ДО Ташкент          |     | 2:1 | 2:0 | 2:0 | 2:0 | 2:1 | 2:1 | 2:0 | 7 | 7 | 0 | 14:3 | 14 |
| 2. «Калев» Таллин      | 1:2 |     | 2:0 | 2:0 | 2:0 | 2:0 | 2:0 | 2:0 | 7 | 6 | 1 | 13:2 | 13 |
| 3. «Спартак» Грозный   | 0:2 | 0:2 |     | 2:1 | 2:0 | 2:1 | 2:0 | 2:0 | 7 | 5 | 2 | 10:6 | 12 |
| 4. «Спартак» Ереван    | 0:2 | 0:2 | 1:2 |     | 2:1 | 2:1 | 2:0 | 2:1 | 7 | 4 | 3 | 9:9  | 11 |
| 5. «Динамо» Вильнюс    | 0:2 | 0:2 | 0:2 | 1:2 |     | 2:0 | 2:0 | 2:0 | 7 | 3 | 4 | 7:8  | 10 |
| 6. «Динамо» Ашхабад    | 1:2 | 0:2 | 1:2 | 1:2 | 0:2 |     | 2:0 | 2:0 | 7 | 2 | 5 | 7:10 | 9  |
| 7. «Динамо» Сталинабад | 1:2 | 0:2 | 0:2 | 0:2 | 0:2 | 0:2 |     | 2:1 | 7 | 1 | 6 | 3:13 | 8  |
| 8. «Спартак» Кишинёв   | 0:2 | 0:2 | 0:2 | 1:2 | 0:2 | 0:2 | 1:2 |     | 7 | 0 | 7 | 2:14 | 7  |

## Призёры
«Динамо» (Москва): Константин Акопов, Алексей Артемьев, Владимир Васильчиков, Сергей Евсеев, Валентин Китаев, Алексей Силуянов, Владимир Щагин, Валентин Филиппов, Алексей Якушев. Тренер — Николай Бендеров.
 ДО (Ленинград): Георгий Бурцев, Порфирий Воронин, В. Галактионов, Аркадий Жаворонков, Николай Михеев, Владимир Ульянов, Дмитрий Шилло, Анатолий Эйнгорн. Тренер — Николай Михеев
 ЦДКА: Григорий Гранатуров, Виктор Кадыков, А. Пиворович, Константин Рева, Владимир Саввин, Вадим Скворцов, Борис Топорков, Николай Яковлев. Тренер — Феликс Крейль.

## Лучшие игроки
В 1947 году Всесоюзная секция волейбола во второй раз утвердила список сильнейших игроков страны в соответствии с их спортивной подготовкой. В него вошли: 

1. Алексей Якушев («Динамо» Москва); 
2. Константин Рева (ЦДКА); 
3. Владимир Ульянов (ДО Ленинград); 
4. Порфирий Воронин (ДО Ленинград); 
5. Дмитрий Фёдоров («Локомотив» Москва); 
6. Владимир Щагин («Динамо» Москва); 
7. Владимир Саввин (ЦДКА); 
8. Николай Михеев (ДО Ленинград); 
9. Анатолий Эйнгорн (ДО Ленинград); 
10. Сергей Нефёдов («Локомотив» Москва); 
11. Сергей Евсеев («Динамо» Москва); 
12. Аркадий Жаворонков (ДО Ленинград); 
13. Владимир Васильчиков («Динамо» Москва); 
14. Константин Акопов («Динамо» Москва); 
15. Гиви Ахвледиани (ДКА Тбилиси); 
16. Валентин Филиппов  («Динамо» Москва).